# 孙光
孙光（1914年—1967年9月15日），湖北大悟人，中国人民解放军将领、中国人民解放军开国少将。

## 生平
1930年参加中国工农红军。1934年，加入中国共产党，任红二十五军排长。1935年2月初，任鄂陕第五路游击师师长。1935年10月任红二十五军第七十四师连长、营长、师部参谋。1936年5月，任红七十四师第五团团长。
抗日战争时期，任八路军留守兵团警备四团教导队队长、副营长、营长。陕甘宁晋绥联防军警备第一旅第三团副团长。八路军南下第三支队第九团团长。八路军河南军区伊洛军分区副司令员。
国共内战期间，担任中原军区第五师第15旅43团团长。1946年9月任豫鄂陕军区第五军分区副司令员。1947年2月任西北民主联军第三十八军五十五师副师长。1947年11月，任豫陕鄂第二军分区司令员。1948年任陕南军区第二军分区司令员。1949年1月任商洛军分区司令员，参与第十九军发动的西进战役。
中华人民共和国成立后，任宁夏军区副司令员。1955年，授予中国人民解放军少将。1958年任青海省军区副司令员、代司令员，负责青海平叛作战达四年之久，先后任青南平叛指挥部司令员。1960年7月至1962年12月，任青海军区司令员。1962年留党察看二年，降职调到陕西省军区任后勤部副部长。1962年任陕西省军区副司令员。
1978年11月6日，平反昭雪，被追认为革命烈士。